# Brachyachne obtusiflora
Brachyachne obtusiflora är en gräsart som först beskrevs av George Bentham, och fick sitt nu gällande namn av Charles Edward Hubbard. Brachyachne obtusiflora ingår i släktet Brachyachne och familjen gräs. Inga underarter finns listade i Catalogue of Life.